# Govĭsümber
Ajmag Govĭsümber (Mongools: Говьсүмбэр аймаг) is een van de eenentwintig ajmguud (bestuurlijke regio's) van Mongolië. De hoofdstad van de centraal gelegen provincie is de stad Tsjojr.

## Geschiedenis
In de "Geheime geschiedenis van de Mongolen", geschreven omstreeks 1240, wordt al geschreven over de clan van de Borjigin, die onder andere dit deel van Mongolië bewoonden. Dzjengis Khan is een afstammeling in de 11e generatie van Bodonchar Munkhag. Volgens historische literatuur zou Bodonchar zich van zijn broers hebben gescheiden en de Borjigin-clan hebben gesticht.
In 1691, toen de Mantsjoerse keizer Kangxi van Mongolië een vazalstaat maakte, deelde hij het land op in vier provincies en zeven "khoshuus", een ervan was de Borjigin khoshuu van de Setsen khan ajmag.
In 1911 werd de naam van de khoshuu veranderd in Borjigin Setsen khoshuu, in 1923 werd de naam opnieuw veranderd in Otsol Sansar uuliin khoshuu.
Vanaf 1931 was het een deel van de Dorno-gobi ajmag. In 1994 werd dit deel van de Dorno-Gobi-Aimag afgesplitst, om met de hoofdstad Tsjojr de nieuwe ajmag Govĭsümber te vormen.

## Administratieve indeling
| Sum        | Mongools  | Inwoners (2003) | Inwoners (2008) | Inwoners (2014) | Oppervlakte (km²) | Dichtheid per km² |
| ---------- | --------- | --------------- | --------------- | --------------- | ----------------- | ----------------- |
| Bajantal   | Баянтал   | 838             | 851             | 1.084           | 916.06            | 0.92              |
| Shiveegovi | Шивээговь | 2.685           | 2.745           | 3.198           | 857.55            | 3.20              |
| Tsjojr     |           | 8.996           | 9.719           | 11.609          | 3768.19           | 2.58              |

In 2018 bedroeg de bevolkingsomvang 17.796 personen.

## Economie

### Kolenmijn Shivee-Ovoo
Een bruinkoolmijn met een geschatte reserve van 2,7 miljard ton bevindt zich in Shivee-Ovoo. Deze dagbouwmijn is de grootste in Mongolië, en zorgt voor het grootste deel van het inkomen van de ajmag. In het jaar 2018 droeg deze sector voor 24% (21.585) bij aan de totale bruto-productiewaarde (89.146) van dit gebied.

## Geografie
De provincie heeft een extreem continentaal klimaat, met de Gobi-woestijn en de steppen op een hoogte van 1000-1200 meter boven zeeniveau. In Govĭsümber ajmag is de jaarlijkse neerslag meer dan gemiddeld in de Gobi-regio, namelijk 200–250 mm per jaar, zodat in het grootste deel van de provincie sprake is van een koud steppeklimaat, met een groot temperatuurverschil tussen zomer en winter en tussen dag en nacht.

### Mount Bogd
Deze berg is een geliefde plek voor bewoners en toeristen om te bezoeken. Het is een natuurreservaat met een oppervlakte van 53 km². De ruïnes van het Zuun-Janjin klooster liggen op deze berg. Er zijn nog andere religieuze monumenten en archeologische vindplaatsen.
Arhangaj · Bajan-Ölgi · Bajanhongor · Bulgan · Darhan-Uul · Dornod · Dornogovĭ · Dundgovĭ · Govĭ-Altaj · Govĭsümber · Henti · Hovd · Hövsgöl · Ömnögovĭ · Orhon · Övörhangaj · Selenge · Sühbaatar · Töv · Uvs · Zavhan